# Nemapteryx nenga
Nemapteryx nenga es una especie de pez de la familia Ariidae en el orden de los Siluriformes.

## Morfología
Los machos pueden llegar alcanzar los 30 cm de longitud total.

## Hábitat
Es un pez demersal y de clima tropical

## Distribución geográfica
Se encuentra al este del Mar Arábigo, la Bahía de Bengala y el oeste del Pacífico occidental central.